# Потюо, Луи Пьер Алексис
Луи Пьер Алексис Потюо (фр. Louis Pierre Alexis Pothuau; 28 октября 1815, Париж, Королевство Франция — 7 октября 1882, там же) — французский вице-адмирал, политический, дипломатический и государственный деятель. Участник Крымской войны. Морской министр Франции (1871—1873 и 1877—1879).

## Биография
Родился 28 октября 1815 года в Париже, в семье выходцев из департамента Мартиника.
В 1832 году окончил Военно—морскую академию. Под командованием Франсуа Орлеанского в 1844 году участвовал в экспедиции против Марокко и бомбардировке города Эс-Сувейра.

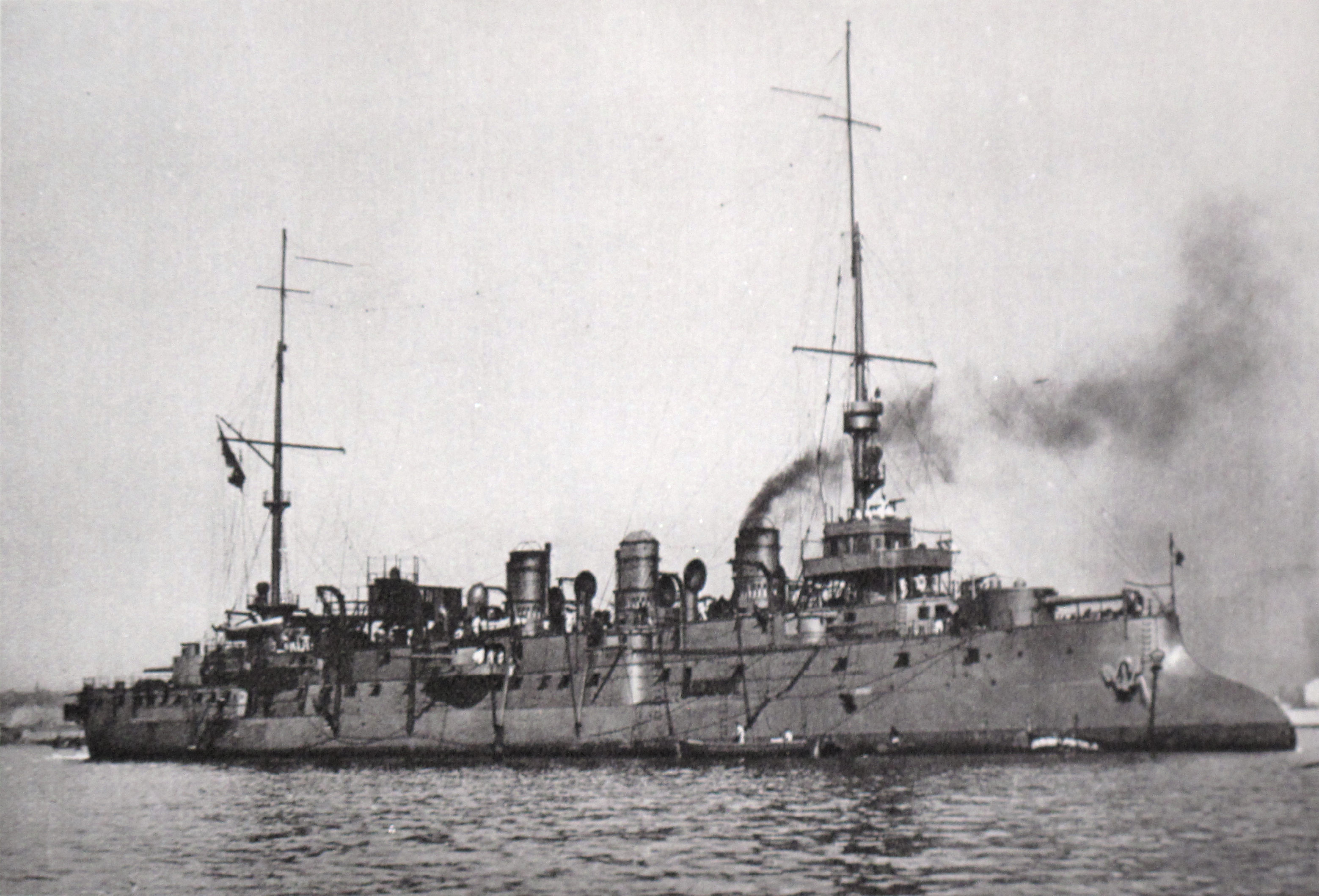
Броненосный крейсер французского флота «Потюо»

Участвовал в Крымской войне. В 1854—1855 годах принимал участие в осаде Севастополя и обстреле Одессы. В 1864 году стал контр-адмиралом.
Во время осады Парижа в 1870 году был комендантом форта Бисетр и южных фортов Парижа, гарнизон которых состоял из моряков; позже командовал дивизией. Отличился в бою за железнодорожную станцию Гар-у-Бёф близ Шуази-ле-Руа.
Был[когда?] вице-адмиралом с февраля 1871 по май 1873 года. Дважды был морским министром Третьей республики (Франции) (с 9 февраля 1871 по 25 мая 1873 и с 13 декабря 1877 по 4 февраля 1879 года).
Избирался депутатом от Парижа. Как член Национального собрания Франции, вотировал с левым центром. В 1875 году был избран пожизненным сенатором. С 1878 по 1880 год был послом Франции в Великобритании.
Умер 7 октября 1882 года в Париже. Похоронен на кладбище Пер-Лашез.

## Память
- Имя вице-адмирала в 1895 году было присвоено броненосному крейсеру французского флота «Потюо», входившего в состав средиземноморской эскадры.